# Mutandis
Mutandis SCA ou Mutandis est une entreprise marocaine spécialisée dans la fabrication et la vente de biens de consommation courante. 
Le groupe est notamment présent dans les détergents, les jus de fruit, les bouteilles alimentaires, et la conserverie des produits de la mer.
Fondée par Adil Douiri en 2008, elle introduite en bourse en décembre 2018.
Son siège est basé à Casablanca.

## Présentation

### Histoire
L'entreprise est fondée en 2008 par Adil Douiri, financier et ancien ministre du Tourisme.
Elle opère dans les secteurs suivants : 
- Détergents
- Bouteilles alimentaires
- Jus de fruits
- Produit de la mer

Jusqu’en 2014, le Groupe opérait également dans la distribution automobile via Mutandis Auto.  Mutandis Auto, qui distribue la marque Ferrari au Maroc, sera sorti du périmètre de Mutandis, en préparation d'une introduction en Bourse.
En décembre 2018, l'entreprise est introduite en bourse . 
En juin 2021, Mutandis acquiert la marque de sardines américaine Season.
En novembre 2022, le groupe Boissons du Maroc cède l'eau minérale Aïn Ifrane à Mutandis . L'entreprise est une des seules entreprises cotées en bourse au Maroc qui dispose du statut de Société en Commandite par Actions (SCA).

### Gestion
L'entreprise est une des rares entreprises cotées en bourse au Maroc qui dispose du statut de société en commandite par actions (SCA). En 2023, son conseil de surveillance se compose ainsi :   
| Nom                     | Statut                     | Description                                                                                        |
| Karim Ayouche           | Administrateur             | Fondateur de la conserverie de produits de la mer LGMC Fondateur et associé gérant de Burj Finance |
| Souad Benbachir Hassani | Administrateur             | Directrice Générale de CFG Bank                                                                    |
| Zouheir Bennani         | Président du conseil       | Un des fondateurs de Label Vie Propriétaire du journal L'Économiste                                |
| Rachid Hadni            | Administrateur             | Un des fondateurs de Label Vie                                                                     |
| Luc André Rigouzzo      | Administrateur             | Gérant de Amethis Finance. Ancien directeur général de Proparco                                    |
| Mohamed Tazi            | Administrateur             | |
| Dayae Oudghiri          | Administrateur indépendant | Présidente du comité d'audit de Aradei Capital                                                     |
| Laila Bennis            | Administrateur indépendant | |